# Đợi anh về (thơ)
Đợi anh về (tiếng Nga: Жди меня / Hãy đợi anh) do nhà thơ Konstantin Simonov viết, là một trong những bài thơ nổi tiếng của Nga trong giai đoạn chiến tranh thế giới thứ hai. Bài thơ được sáng tác vào năm 1941 sau khi anh tạm biệt người vợ Valentina Serova để lên đường thực hiện nghĩa vụ chiến đấu nơi tiền tuyến.

## Nội dung
Tác phẩm đã được nhà thơ Tố Hữu dịch từ tiếng Nga sang tiếng Việt vào khoảng năm 1949 - 1950 và đã được phổ nhạc.
Bản dịch của Tố Hữu:
| Em ơi đợi anh về Đợi anh hoài em nhé Mưa có rơi dầm dề Ngày có buồn lê thê Em ơi em cứ đợi. Dù tuyết rơi gió thổi Dù nắng cháy em ơi Bạn cũ có quên rồi Đợi anh về em nhé! Tin anh dù vắng vẻ Lòng ai dù tái tê Chẳng mong chi ngày về Thì em ơi cứ đợi! | Em ơi em cứ đợi Dù ai thương nhớ ai Chẳng mong có ngày mai Dù mẹ già con dại Hết mong anh trở lại Dù bạn viếng hồn anh Yên nghỉ nấm mồ xanh Nâng chén tình dốc cạn Thì em ơi mặc bạn Đợi anh hoài em nghe Tin rằng anh sắp về! Đợi anh anh lại về. Trông chết cười ngạo nghễ. | Ai ngày xưa rơi lệ Hẳn cho sự tình cờ Nào có biết bao giờ Bởi vì em ước vọng Bời vì em trông ngóng Tan giặc bước đường quê Anh của em lại về. Vì sao anh chẳng chết? Nào bao giờ ai biết Có gì đâu em ơi Chỉ vì không ai người. Biết như em chờ đợi. |

## Những chi tiết liên quan
Bản dịch Việt ngữ của Tố Hữu cũng đã được phổ nhạc và có cả cổ nhạc.